# 1828 en musique classique
| \| • Retour à la chronologie générale de la musique classique • \| |
| Grèce • Rome • Haut Moyen Âge • VIIIe siècle • IXe siècle • Xe siècle • XIe siècle XIIe siècle • XIIIe siècle • XIVe siècle • XVe siècle • XVIe siècle • XVIIe siècle XVIIIe siècle • XIXe siècle • XXe siècle • XXIe siècle |
| • Retour à la chronologie générale de la musique classique • |

| Années en musique classique : 1825 - 1826 - 1827 - 1828 - 1829 - 1830 - 1831    |
| Décennies en musique classique : 1790 - 1800 - 1810 - 1820 - 1830 - 1840 - 1850 |

Cet article présente les faits marquants de l'année 1828 en musique.

## Événements
- 28 février : La Muette de Portici, opéra de Daniel-François-Esprit Auber, créé à l'Opéra Le Peletier (Opéra de Paris).
- 9 mars : L'Orchestre de la Société des concerts du Conservatoire donne son premier concert, comprenant des œuvres de Beethoven, Rossini, Meifreid, Rode et Cherubini.
- 29 mars : Der Vampyr, opéra de Heinrich Marschner, créé à Leipzig.
- 7 avril : Bianca e Fernando, opéra de Vincenzo Bellini, créé au Théâtre Carlo-Felice de Gênes.
- 9 mai : La Fantaisie en fa mineur de Franz Schubert, créée à Vienne par l'auteur et Franz Lachner.
- 20 août : Le Comte Ory, opéra comique de Gioachino Rossini, créé à l'Opéra Le Peletier à Paris.
- Été : Franz Schubert compose le Quintette en ut majeur (créé en 1850).
- 26 septembre : Sonate pour piano no 21 de Schubert
- 9 novembre : Fondation du Philharmonisches Staatsorchester Hamburg.
- 27 décembre : création de Francesca di Rimini de Pietro Generali, à La Fenice de Venise

Date indéterminée
- Frédéric Chopin compose la Sonate pour piano no 1
- Franz Schubert compose Der Hirt auf dem Felsen (Le Pâtre sur le rocher), D. 965, lied pour soprano, clarinette et piano.
- Création de l'Orchestre de la Société des concerts du Conservatoire.

## Prix de Rome
1er Prix : Guillaume Ross-Despréaux, 2e Prix : Hector Berlioz et Julien Nargeot avec la cantate Herminie.

## Naissances

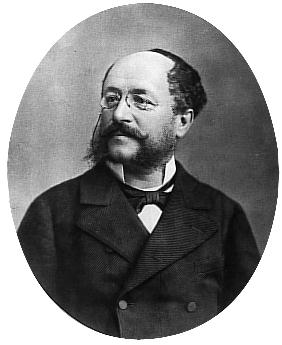
Josef Hellmesberger I

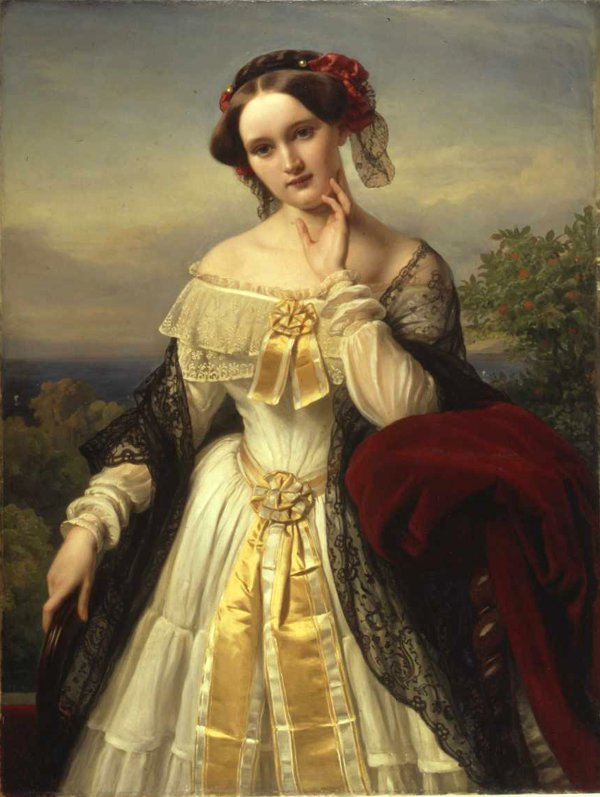
Mathilde Wesendonck

- 17 janvier : Ede Reményi, compositeur et violoniste hongrois († 15 mai 1898).
- 21 janvier : Clémence de Grandval, compositrice française et cantatrice († 15 janvier 1907).
- 29 janvier : Joseph O'Kelly, compositeur irlandais († 9 janvier 1885).
- 8 février : Antonio Cagnoni, compositeur italien († 30 avril 1896).
- 13 février : Jules Costé, compositeur français († 12 novembre 1883).
- 8 avril : Mathis Lussy, théoricien de la musique et musicographe suisse († 21 janvier 1910).
- 24 avril : Charles Nuitter, dramaturge et librettiste français († 24 février 1899).
- 28 avril : Pietro Platania, compositeur italien († 26 avril 1907).
- 29 avril : Wilhelm Albrecht Otto Popp, flûtiste allemand († 25 juin 1903).
- 9 mai : Ciro Pinsuti, compositeur italien († 10 mars 1888).
- 31 mai : Oreste Síndici, compositeur italo-colombien († 12 janvier 1904).
- 2 juin : James Cutler Dunn Parker, compositeur américain († 27 novembre 1916).
- 3 juin : Ferdinand Poise, compositeur français, auteur d’opéra-comiques († 13 mai 1892).
- 7 juin : Adrien Barthe, compositeur et pédagogue français († 13 août 1898).
- 24 juin : Adolphe Blanc, violoniste et compositeur français († 10 juin 1885).
- 31 juillet : François-Auguste Gevaert, compositeur belge († 24 décembre 1908).
- 18 août : Ernest Cahen, compositeur, pianiste et organiste français († 8 novembre 1893).
- 3 octobre : Woldemar Bargiel, compositeur et pédagogue allemand († 23 février 1897).
- 13 octobre : Johanna Jachmann-Wagner, mezzo-soprano et professeur de chant allemande († 16 octobre 1894).
- 17 octobre : Léon Jouret, musicologue et compositeur belge († 6 juin 1905).
- 19 octobre : Adolfo Fumagalli, compositeur et pianiste italien († 3 mai 1856).
- 22 octobre : Camille O'Meara, pianiste française, élève de Frédéric Chopin († 10 février 1907).
- 3 novembre : Josef Hellmesberger I, violoniste, chef d'orchestre et compositeur autrichien († 24 octobre 1893).
- 10 novembre : Hector Crémieux, librettisite français d'Orphée aux Enfers († 30 septembre 1892).
- 14 décembre : Émile de Najac, librettiste français († 11 avril 1899).
- 21 décembre : Caroline Lefebvre, artiste lyrique française († 1905).
- 23 décembre : Mathilde Wesendonck, amie et inspiratrice de Richard Wagner († 31 août 1902).

Date indéterminée
- Charles Lucien Lambert, compositeur américain († 30 avril 1896).
- Maria Spezia, soprano italienne († 1907).

## Décès

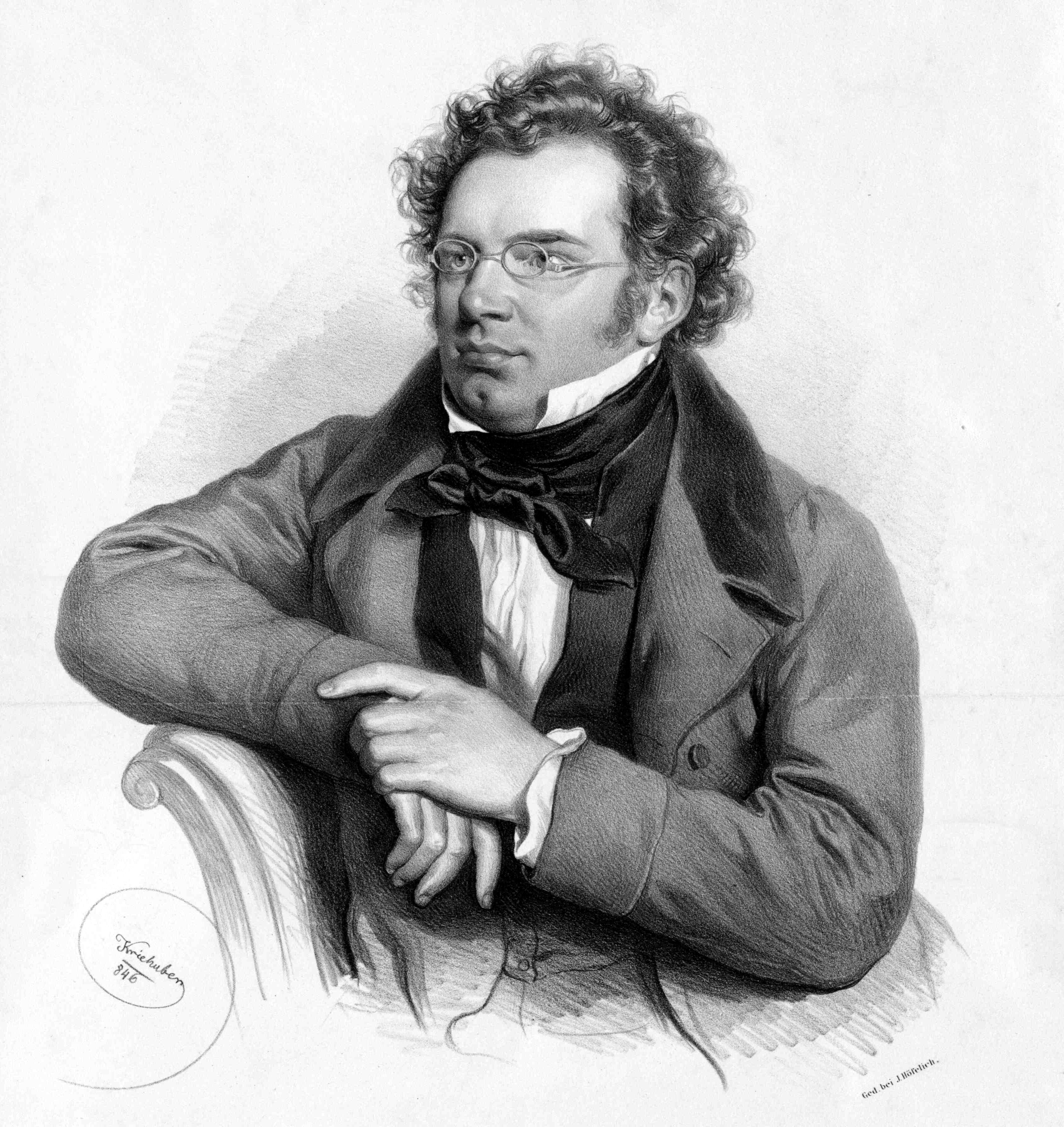
Franz Schubert

- 6 janvier : Thomas Delcambre, bassoniste, compositeur et pédagogue français (° 24 avril 1762).
- 26 mars : Elisabeth Olin, cantatrice d’opéra suédoise (° 8 décembre 1740).
- 1er avril : Jean Louis Fasquel musicien, compositeur et pédagogue français (° 21 mars 1768).
- 6 août : Jan Baptysta Kleczyński, chef d'orchestre et compositeur polonais-autrichien (° 14 juin 1756).
- 21 septembre : Marie-Marguerite Baur, harpiste française (° 1er avril 1748).
- 31 octobre : John Marsh, compositeur britannique (° 31 mai 1752).
- 19 novembre :
  - Rose Clairville, actrice et chanteuse française (° 12 juillet 1755).
  - Franz Schubert, compositeur autrichien (° 31 janvier 1797).
- 30 décembre : Waldemar Thrane, violoniste, chef d'orchestre et compositeur norvégien (° 8 octobre 1790).

Date indéterminée
- 1828 ou avant le 10 mars 1850 : Jean-Baptiste Gambaro, clarinettiste italien (° 1785).